# Superliga Colombiana
Superliga Colombiana (oficial numită Súperliga BetPlay Dimayor, din motive de sponsorizare) este competiția fotbalistică de supercupă națioanlă din Columbia, disputată anual între câștigătoarele turneelor Apertura și Finalizacion ale Categoría Primera A. Competiția a fost creată în 2012 și este organizată de către División Mayor del Fútbol Colombiano, DIMAYOR. Deținătoarea actuală a trofeului este Deportivo Cali.

## Ediții
| An   | Câștigătoarea Apertura | Rezultat            | Câștigătoarea Finalización |
| ---- | ---------------------- | ------------------- | -------------------------- |
| 2012 | Atlético Nacional      | 3 – 1 3 – 0         | Junior                     |
| 2013 | Santa Fe               | 2 – 1 1 – 0         | Millonarios                |
| 2014 | Atlético Nacional      | 1 – 2 1 – 0 (3)-(4) | Deportivo Cali             |

## Performanță după club
| Club              | Trofee | Finale pierdute | Anii câștigători | Anii finalelor |
| ----------------- | ------ | --------------- | ---------------- | -------------- |
| Atlético Nacional | 1      | 1               | 2012             | 2014           |
| Santa Fe          | 1      | 0               | 2013             | –              |
| Deportivo Cali    | 1      | 0               | 2014             | –              |
| Junior            | 0      | 1               | –                | 2012           |
| Millonarios       | 0      | 1               | –                | 2013           |

## Golgheteri
| Poziție | Jucător            | Club              | Goluri |
| ------- | ------------------ | ----------------- | ------ |
| 1       | Jefferson Duque    | Atlético Nacional | 3      |
| 2       | Luis Carlos Arias  | Santa Fe          | 2      |
| 2       | John Pajoy         | Atlético Nacional | 2      |
| 2       | Robin Ramírez      | Deportivo Cali    | 2      |
| 4       | Carlos Valdés      | Santa Fe          | 1      |
| 4       | Pedro Franco       | Millonarios       | 1      |
| 4       | Anselmo de Almeida | Junior            | 1      |